# Aeroportul Perpignan–Rivesaltes
Aeroportul Perpignan–Rivesaltes (în franceză Aéroport de Perpignan-Rivesaltes) (IATA: PGF, ICAO: LFMP) este un aeroport din Perpignan, Cantonul Perpignan-7, Arondismentul Perpignan, Pyrénées-Orientales, Occitania, Franța metropolitană, Franța ce deservește zona Perpignan. Aeroportul a fost tranzitat în 2022 de 415.904 pasageri. A fost deschis în 29 octombrie 1910 și numit după zona deservită.
Situat la o altitudine de 44 m, aeroportul dispune de 2 piste. Este operat de Transdev⁠(d).

## Infrastructură

### Piste
Aeroportul dispune de 2 piste. Pista 15/33 are suprafața de asfalt și dimensiunile 8.202 picioare × 148 picioare. Pista 13/31 are suprafața de asfalt și dimensiunile 4.150 picioare × 82 picioare. 